# Episodi di Untraditional (seconda stagione)
La seconda stagione della serie televisiva Untraditional ha debuttato il 25 settembre 2018 in Italia, sul canale Comedy Central. La stagione viene trasmessa il martedì alle ore 21.
| n° | Titolo Originale            | Prima TV Italia   |
| -- | --------------------------- | ----------------- |
| 1  | Ex                          | 25 settembre 2018 |
| 2  | Come Bruce Willis           | 25 settembre 2018 |
| 3  | Povera picciridda           | 2 ottobre 2018    |
| 4  | In un nano secondo          | 2 ottobre 2018    |
| 5  | I bargigli del tacchino     | 9 ottobre 2018    |
| 6  | Come giocare a dadi         | 9 ottobre 2018    |
| 7  | Come vivi bene              | 16 ottobre 2018   |
| 8  | Un mostro senza testa       | 16 ottobre 2018   |
| 9  | 5 minuti                    | 23 ottobre 2018   |
| 10 | Carne e pesce               | 23 ottobre 2018   |
| 11 | Come una corda              | 30 ottobre 2018   |
| 12 | Il periscopio               | 30 ottobre 2018   |
| 13 | Da uno sguardo              | 6 novembre 2018   |
| 14 | Il più grande fun           | 6 novembre 2018   |
| 15 | Gli hashtag non dormono mai | 13 novembre 2018  |
| 16 | Tu quoque                   | 13 novembre 2018  |

## 1- Ex
Fabio Volo passeggia per New York e fa irruzione su un seti cinematografico. Fabio è in città per riconquistare Johanna, che si è trasferita con il figlio Mattia dopo il presunto tradimento di Fabio.

## 2- Come Bruce Willis
Raimondo cerca di aiutare Fabio a ritrovare il suo lato più maschile, ch esecondo lui può servire nel riconquistare Johanna. Intanto lo incita a scrivere la sua nuova serie per poterla produrre.

## 3- Povera picciridda
Fabio chiede ad Elisabeth di aiutarlo con Johanna e lei lo rassicura dicendogli di fidarsi di lei e di darle tempo. Lui cerca di farle capire che non vuol mettere la carriera prima della famiglia.

## 4- In un nano secondo
Raimondo è preoccupato perché Fabio ha il blocco dello scrittore e non riesce a dedicarsi alla scrittura della serie. Così lo obbliga ad andare a scrivere nel coffee shop vicino a casa, per concentrarsi.

## 5- I bargigli del tacchino
Nek ha raggiunto Fabio a New York. Mentre Fabio sta scrivendo Nek lo interrompe sostenendo ch enon deve raccontare storie d'amore con quel suo lato romantico.

## 6- Come giocare a dadi
Fabio e Johanna sono in camera d'albergo, fanno l'amore, si sono ritrovati, si sorridono, si baciano e come due ragazzini. Dalla camera passano alla camera da letto.

## 7- Come vivi bene
Fabio, Johanna, Mattia ed Elisabeth sono appena entrati nella nuova casa di Milano. Con loro ci sono anche Raimondo e la mamma di Fabio. La loro nuova vita a Milano è pronta a cominciare.

## 8- Un mostro senza testa
Raimondo mostra a Fabio un video di YouTube sul suo computer: è Fabio, ripreso con un cellulare, mentre non aiuta la ragazza di colore col passeggino. Nel video gli danno del razzista.

## 9- 5 minuti
Raimondo sta accompagnando Fabio in aeroporto, per andare in Puglia. Prima però faranno tappa da Emma Marrone, per ritirare il pacchetto da portare alla mamma.

## 10- Carne e pesce
Fabio racconta a Raimondo che la donna delle pulizie di Giuliano Sangiorgi ha trovato in casa una Madonna che lacrimava sangue e ora tutto il paese pensa che Giuliano sia un Santone.

## 11- Come una corda
Fabio e Raimondo arrivano in uno studio fotografico dove Elisabeth e Johanna si stanno facendo delle foto. Fabio pensa che la carriera di Johanna stia diventando più importante della loro famiglia.

## 12- Il periscopio
In palestra, Raimondo confessa a Fabio di essersi innamorato di Malena, la pornostar. Fabio è divertito da questa situazione, mentre Raimondo è preoccupato per la serie.

## 13- Da uno sguardo
Fabio si sente solo e viene coinvolto in riunioni assurde che lo distolgono dalla scrittura. Anche Raimondo è distratto dai suoi compiti di agente perché sta preparando la sua festa di compleanno.

## 14- Il più grande fun
Fabio, dopo l'incidente con il computer, è agitato anche per l'imminente appuntamento con Rovazzi. Fabio deve confessare a Raimondo che il computer non va e che non ha fatto il backup.

## 15- Gli hashtag non dormono mai
La festa di Raimondo è incredibile. Alla consolle suonano i Daft Punk e le sale sono piene di gente di tutti i tipi, l'atmosfera è alle stelle, Johanna è entusiasta che Fabio sia riuscito a partecipare.

## 16- Tu quoque
Fabio è furioso e accusa Elisabeth di averlo boicottato perché se la serie si fosse fatta, Fabio e Johanna sarebbero dovuti tornare a New York e la sua carriera di cantante in Italia sarebbe finita.